# 성목장공주
성목장공주(成穆長公主, ? ~ 1018년 이전)는 고려 전기의 왕족이자 추존 공주이다. 태조 왕건의 손녀이며, 아버지는 신성왕후 김씨 소생인 안종 왕욱이다. 이복동생 현종이 부모의 복권과 명복을 빌기 위해 현화사에 건립한 추모비에 작호가 나타나 알려지게 되었다. 이름은 실전되어 미상이다.

## 생애
생몰년은 미상이고 안종 왕욱의 정비 소생이며 모후의 이름과 시호는 실전되었다. 현종에게는 이복 누나가 된다. 고려사와 고려사절요에는 나타나지 않아 이름이 실전되었다가 1930년 일제강점기 당시 경기도 개성군 판교리 영추산에서 발견된 현화사비(북한 국보 문화유물 제151호)를 통해 존재가 알려지게 되었다. 현화사비는 1018년(현종 10년)에 세운 것으로 현화사는 일연은 삼국유사 제2권 기이2 김부대왕(金傅大王)조 편에 신성왕후 김씨에 대해 서술하면서, 김관의가 지은 『왕대종록』을 인용해 신성왕후 김씨를 추모하기 위해 세운 원당이라 하였다.
8대 왕으로 즉위한 현종은 자신이 즉위한 후 부모인 안종 왕욱과 헌정왕후 황보씨(효숙왕태후로 추서)의 명복을 빌고 복권시키기 위해 부왕 안종 왕욱과 모후 헌정왕후 황보씨의 추모비를 세울 때 정비 원정왕후 김씨 및 누이인 성목장공주를 함께 추모하도록 하고, 문신 채충순(蔡忠順)과 주저(周佇), 불교 승려 정진(定眞), 혜인(慧仁), 능회(能會) 등의 승려에게 현화사비문을 짓게 했다.
한편 성목장공주의 생애에 대한 이렇다 할 기록은 남아있지 않다. 현화사비는 1018년(현종 10년)에 건립되었으므로 1018년 이전에 사망했으나 몰년과 사망일은 미상이다. 남편의 이름과 생몰년 역시 미상이다.

## 가족 관계
- 조부 : 태조 왕건(太祖, 877 ~ 943)
- 조모 : 신성왕후 김씨(神成王后 金氏, 생몰년 미상)
  - 아버지 : 안종(安宗, ? ~996)
  - 어머니 : 미상
    - 이복 동생 : 현종(顯宗, 992 ~ 1031)
    - 사촌 언니 : 헌애왕후(獻哀王后 964 ~ 1029)
    - 사촌 언니 : 헌정왕후(獻貞王后, ? ~ 992 / 993) - 이복동생 현종의 생모